# Trichopeltarion crosnieri
Trichopeltarion crosnieri is een krabbensoort uit de familie van de Trichopeltariidae. De wetenschappelijke naam van de soort is voor het eerst geldig gepubliceerd in 1986 door Guinot.